# Mission de Joliette
Le Mission de Joliette est une équipe de hockey sur glace de la Ligue de hockey semi-professionnelle du Québec. Elle était basée à Joliette au Québec (Canada).

## Historique
L'équipe est créée à Joliette en 1998 après le déménagement du Blizzard de Saint-Gabriel. Elle se nomme pendant deux ans le Blizzard de Joliette avant devenir en 2000 le Mission de Joliette. En 2002-2003, elle est déplacée à Saint-Jean-sur-Richelieu pour devenir le Mission de Saint-Jean.

### Autres noms
Durant l'histoire de la franchise, celle-ci porta différents noms, soit :
- Blizzard de Saint-Gabriel de 1996 à 1998.
- Blizzard de Joliette de 1998 à 2000.
- Mission de Joliette de 2000 à 2002.
- Mission de Saint-Jean de 2002 à 2004.
- Mission de Sorel-Tracy de 2004 à aujourd'hui.

### Saisons en LNAH
Note: PJ : parties jouées, V : victoires, D : défaites, N : matchs nuls, DP : défaite en prolongation, DF : défaite en fusillade, Pts : Points, BP : buts pour, BC : buts contre, Pun : minutes de pénalité
| Saison  | PJ | V  | D  | N | DP | DF | Pts | Classement                 | Séries éliminatoires        |
| ------- | -- | -- | -- | - | -- | -- | --- | -------------------------- | --------------------------- |
| 2001-02 | 44 | 22 | 19 | 2 | 1  | -  | 47  | 4e place, Division QSPHLE  | ?                           |
| 2000-01 | 43 | 28 | 10 | 1 | 4  | -  | 62  | 1e place, Division QSPHLO  | Champion de la coupe FUTURA |
| 1999-00 | 38 | 14 | 21 | 3 | 0  | 0  | 31  | 7e place , Division QSPHLN | ?                           |
| 1998-99 | 36 | 29 | 6  | 1 | 2  | 0  | 59  | 1e place, Division QSPHLW  | Champion de la coupe FUTURA |